# オペル・ヴィヴァーロ
ヴィヴァーロ（Vivaro ）は、オペルが販売するLCVである。イギリスではボクスホール・ヴィヴァーロとして販売されている。

## 初代（2001年 - 2014年）
ルノーではトラフィックとして販売されている。2001年に販売が開始され、パネルバン、バス、バンのモデルが存在する。エンジンはディーゼルエンジンとガソリンエンジンがあり、2種類のホイールベースと2種類の全高のモデルがラインアップされている。
オペルおよびボクスホールを傘下に有するGMと、ルノーとの合弁で生産されており、ルノー傘下の日産自動車でもプリマスター、他にも三菱からエクスプレス、フィアットからタレントとして販売されている。
イギリスのGMMルートンおよびバルセロナの日産モトール・イベリカで生産される。

## 2代目（2014年 - 2019年）
2014年3月18日に発表。初代と同じくルノーとの共同開発車で、ルノー・トラフィックのほか、日産・NV300も兄弟車にあたる。ルノーが新開発した1.6L直4ターボディーゼル「CDTI」を搭載し、シングルターボとツインターボが選択できる。

## 3代目（2019年 - ）
2017年3月にグループPSAがGMからオペルとボクスホールブランドを買収したことに伴い、2019年にシトロエン・ジャンピー、プジョー・エキスパート、トヨタ・プロエースと兄弟車あたるモデルに切り替えられた。また、後にグループPSAがFCAと合併し、ステランティスが創設された事に伴い、フィアットからスクードとして先代に引き続き姉妹関係を保つこととなった。
また、電動化された「ヴィヴァーロ e」が2020年後半に発売される予定。
乗用車仕様は「オペル・ザフィーラライフ」と呼ばれ、シトロエン・スペースツアラー、プジョー・トラベラー、トヨタ・プロエース ヴァーソ、フィアット・ウリッセが兄弟車にあたる。ただし、英国では「ボクスホール・ヴィヴァーロライフ」と呼ばれる。

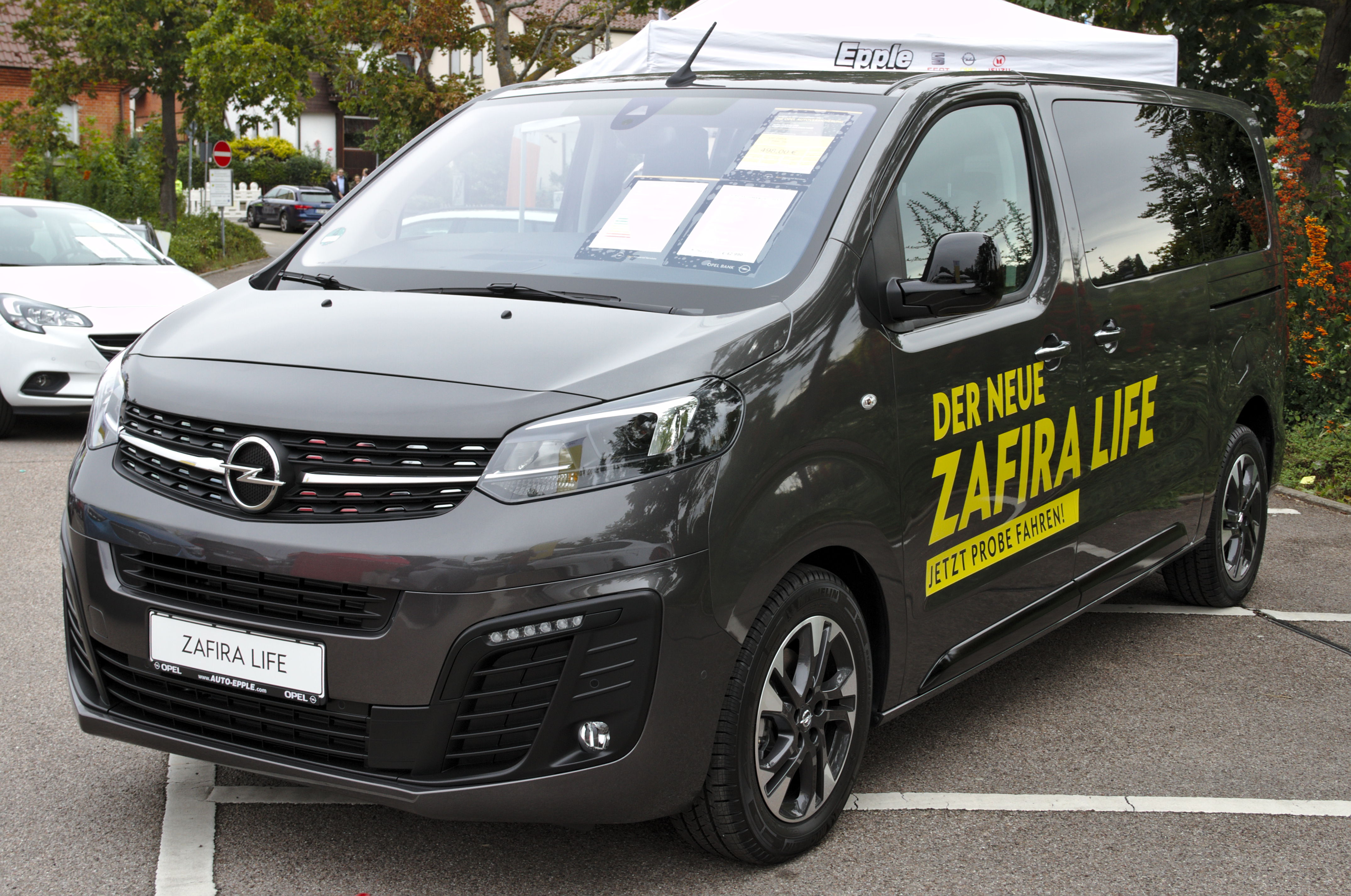
オペル・ザフィーラライフ